# Église Saint-Grégoire de Messine
L'église Saint-Grégoire (italien : chiesa di San Gregorio) était une église située à Messine. Construite au XVIe siècle, elle fut détruite lors d'un séisme en 1908.

## Historique

### Origine
Une première église désignée « Santa Maria Extra Moenia », attribuée plus tard aux Bénédictins, fut fondée sur ordre du pape Grégoire Ier à l'emplacement vraisemblable d'un temple païen dédié à Jupiter. Comme l'atteste son nom, l'édifice se trouve à l'origine à l'extérieur de l'enceinte de la cité, et la documentation le situe à proximité de l'ancienne Porta dei Gentilmeni (« porte des Gentilhommes ») à l'époque de sa restauration par le comte Roger Ier de Sicile.
Le complexe monastique est démoli en 1537 pour laisser place à l'extension du système de fortifications de la ville et les religieuses sont hébergées temporairement dans un autre monastère à San Calogero, en Calabre, et reçoivent une généreuse compensation dans l'attente de la reconstruction de leur ancienne demeure prévue cette fois à l'intérieur des remparts de Messine.
Parmi les décors de cet ancien édifice n'a échappé aux ravages du temps et aux catastrophes que la mosaïque sur fond doré de la Madonna della Ciambretta, représentation de saint Grégoire agenouillé devant la Vierge à l'Enfant. L'œuvre, du plus pur style siculo-normand du XIIIe siècle, a été conservée à l'église Sant'Agostino jusqu'à son réassemblage dans le nouveau temple et enrichit désormais les collections du musée régional.

Madonna della Ciambretta, musée régional de Messine
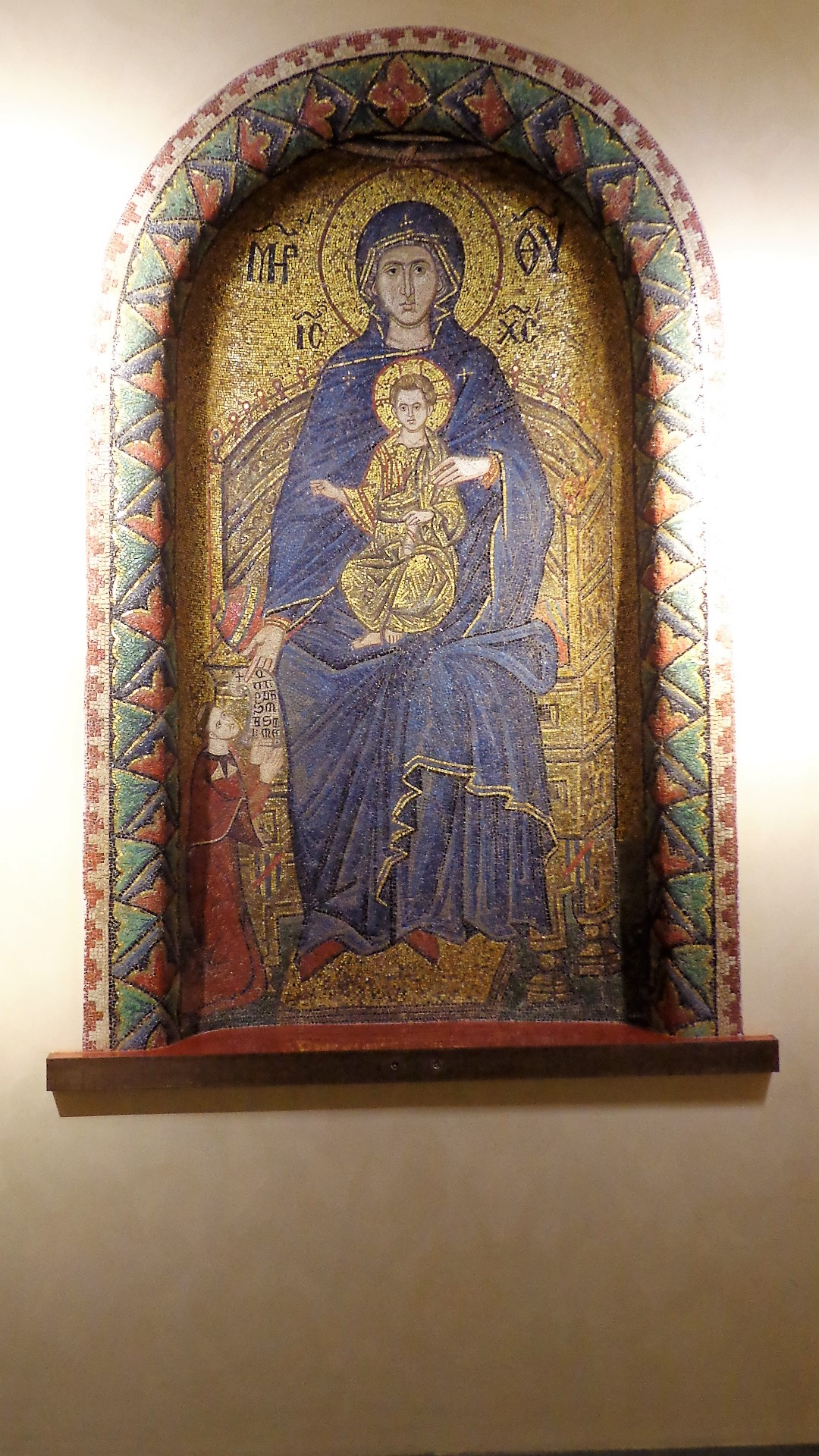
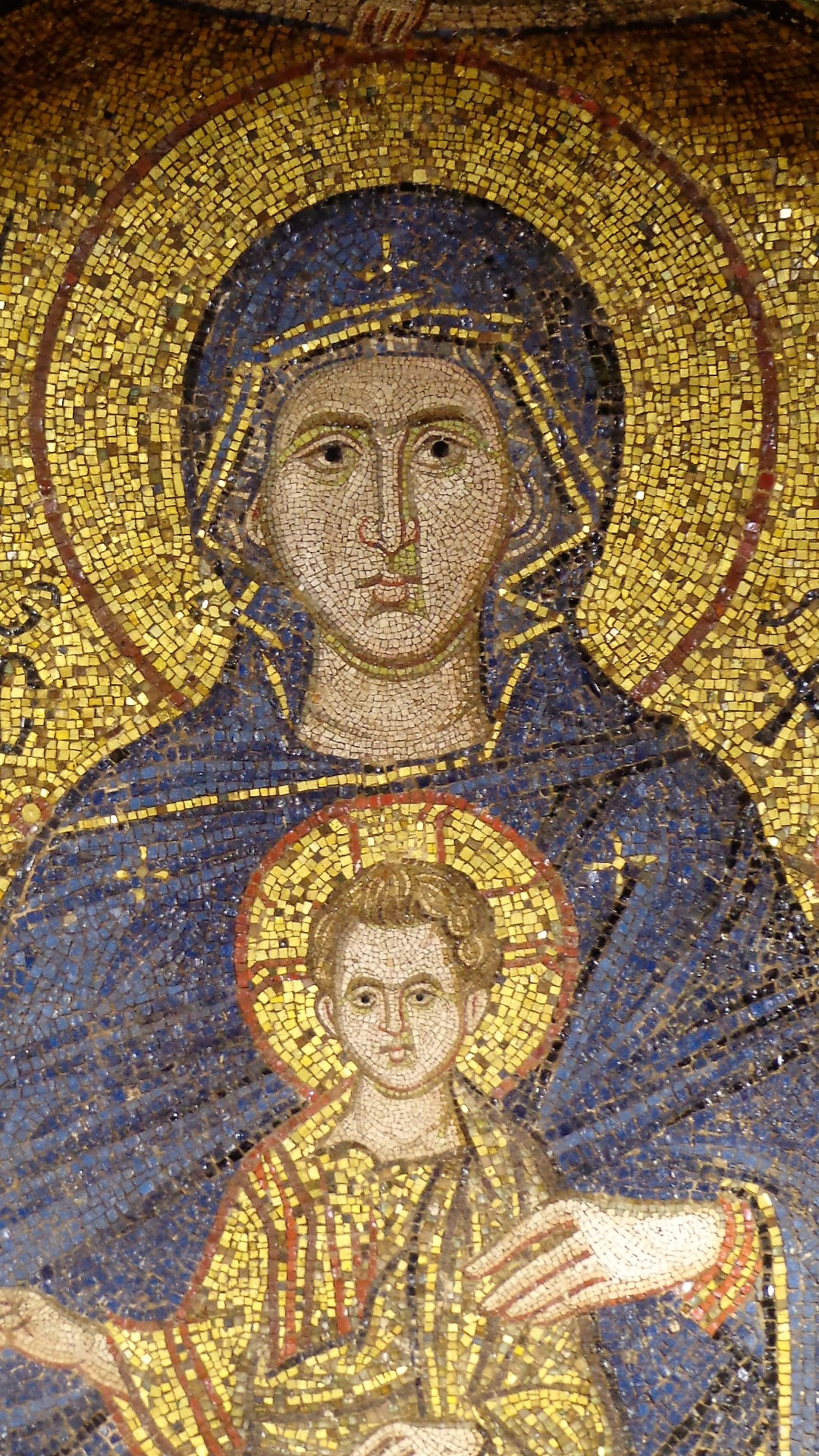

### Construction

#### Renaissance

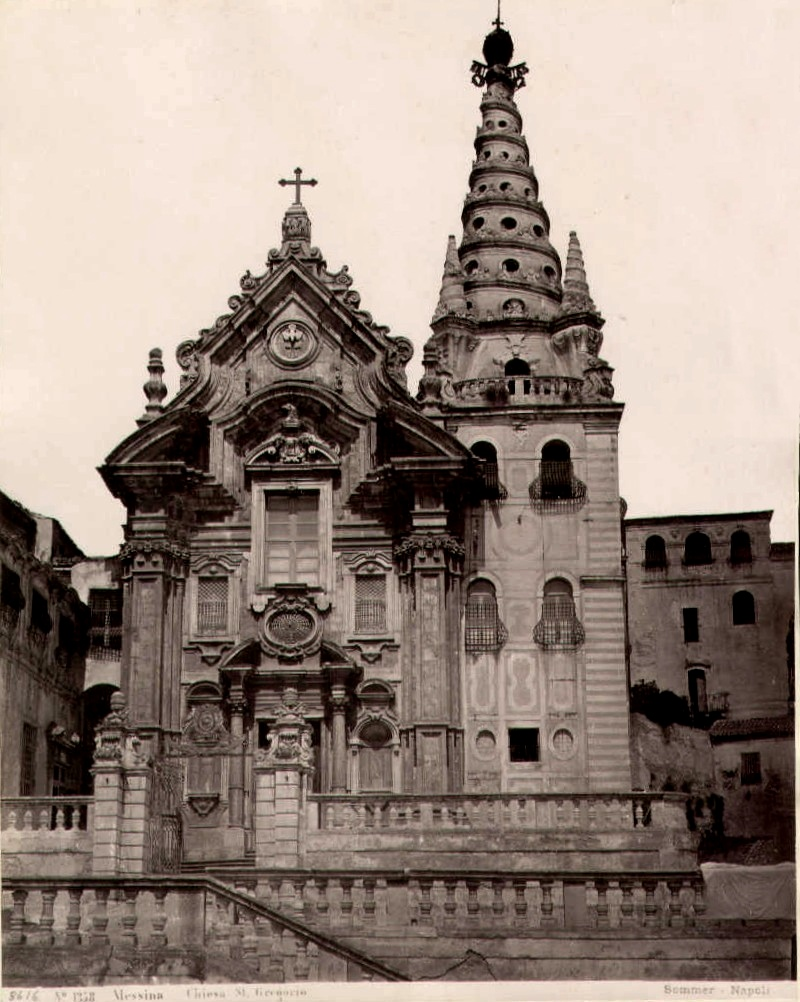
Cliché de l'église San Gregorio avec son campanile.

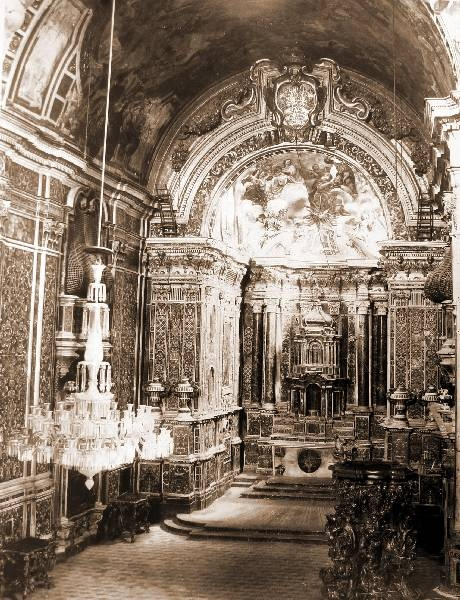
Intérieur baroque.

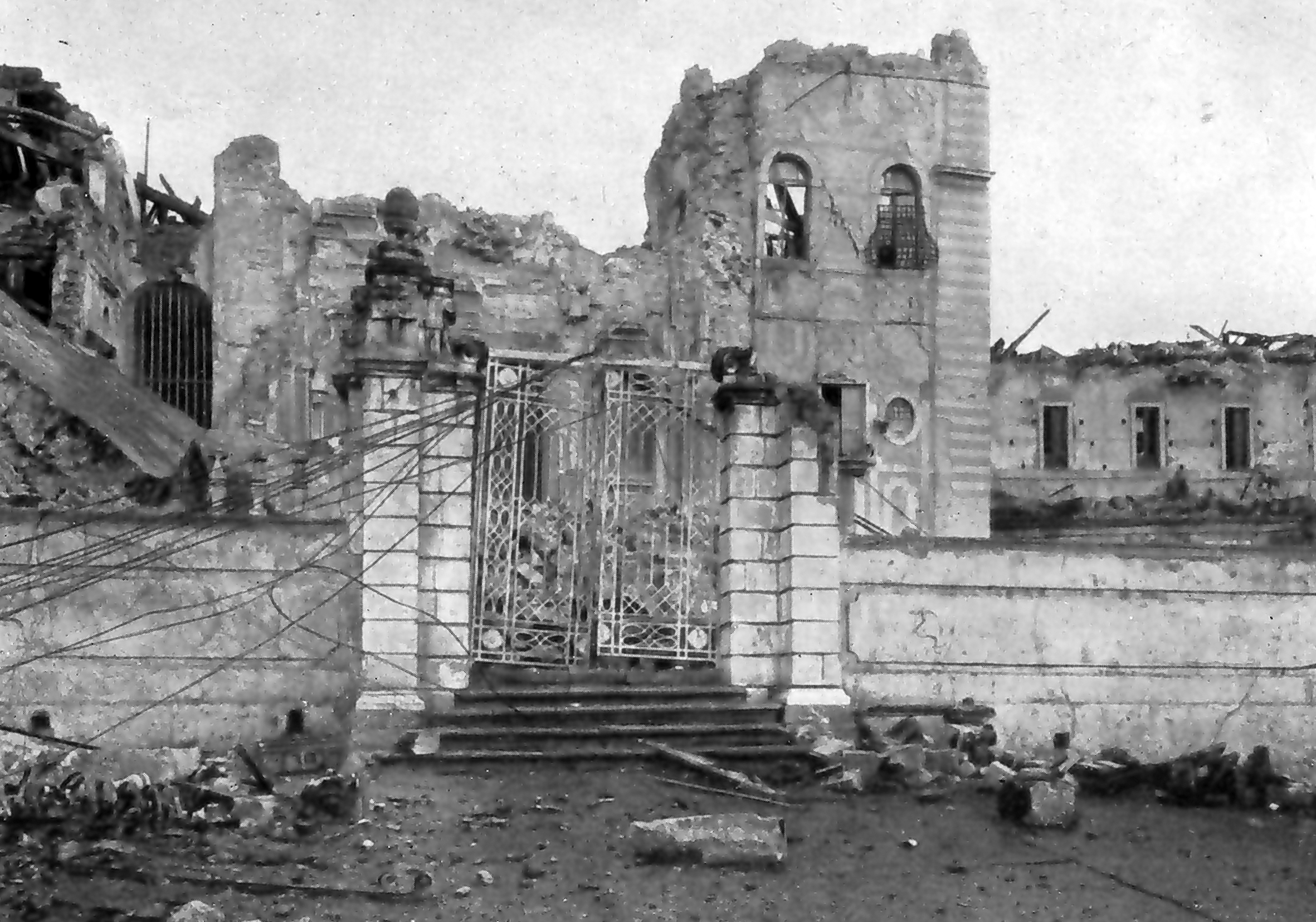
Façade de l'église San Gregorio en 1908.

La reconstruction de l'église est achevée en 1588 et, suivant les plans d'Andrea Calamech, elle présente une forme en croix grecque allongée dont le transept, positionné près de l'entrée, confère une impression de profondeur à la nef.
Elle est consacrée solennellement le 7 mars 1688 en présence de l'archevêque Francisco Álvarez de Quiñones, tout juste après la construction de l'escalier monumental précédant l'édifice.

#### Baroque
Au XVIIe siècle, elle est ornée de riches revêtements de marbre dont quelques uns ont été préservés et sont exposés au musée régional de la ville. En 1703, Filippo Juvarra intervient dans le chœur de l'église où il réalise de somptueux vitraux et remanie la partie supérieure de l'autel principal. C'est en partie grâce à ces travaux que le jeune architecte, soutenu par une missive de recommandation de la part de la grande abbesse de San Gregorio, pourra être formé pendant un an à Rome. De retour à Messine en 1705, il parachève ses travaux précédents en surélevant la hauteur du plafond au niveau du chœur et donne à la contre-façade son aspect par l'adjonction d'un vestibule qu'elle conservera jusqu'à la destruction des lieux.
Le clocher, reconnaissable à sa forme hélicoïdale caractéristique qui n'est pas sans rappeler celle de la lanterne au sommet de la coupole de Sant'Ivo alla Sapienza, est construit en 1717 mais son auteur demeure à ce jour inconnu. Il s'agirait peut-être d'un projet de Paolo Filocamo, peintre et architecte amateur qui entretenait une liaison amicale avec Juvarra. Quoi qu'il en soit, le clocher forme une spirale percée de petites fenêtres et décorée de multiples motifs ornementaux. À son sommet, une tiare et des clefs papales évoquent le dédicataire de l'église. C'est Antonio Filocamo, frère de Paolo, qui a dessiné le cycle de fresques sur les voûtes intérieures et la coupole en 1716.
La façade baroque, dont l'auteur est tout aussi inconnu, fut construite en 1743 aux frais de sœur Saveria Ruffo-Colonna qui fit placer ses armoiries au sommet de la fenêtre qui surmonte la porte d'entrée.

### Destructions et démolition
Les séismes de 1783 en Calabre ont provoqué la disparition du vaste ensemble iconographique de Filocamo. Lors de la restauration des voûtes endommagées, les peintures sont remplacées par un nouveau cycle de fresques de Giuseppe Paladino.
Plus destructeur encore, le séisme de 1908 entraîne l'effondrement du clocher ainsi que de la façade jusqu'à la hauteur de l'architrave de la porte d'entrée. La priorité ayant été donnée à la reconstruction rapide des habitations plutôt qu'à la restauration des monuments, le reste de l'édifice fut condamné à la démolition totale.
Une partie des matériaux du clocher ont été réemployés sur celui d'une autre église messinoise, l'église Santo Spirito.